# Williamsburg (Brooklyn)

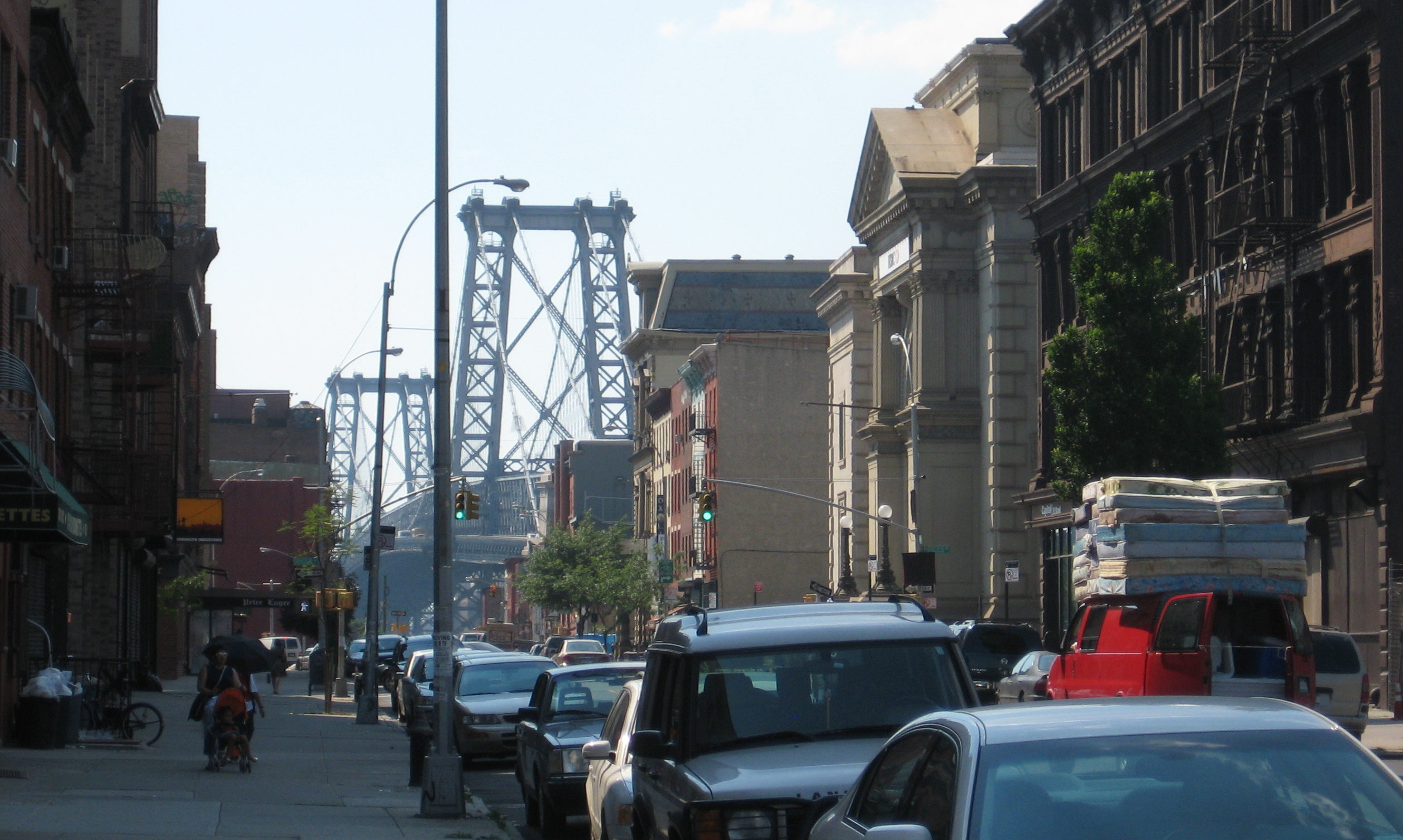
Broadway entre la Avenida Bedford y la Avenida Driggs mirando hacia el Oeste.

Williamsburg es un barrio del distrito neoyorquino de Brooklyn, que colinda con Greenpoint, Bedford-Stuyvesant y Bushwick. El barrio forma parte del barrio Brooklyn Community Board 1. El barrio es patrullado por el 90.º y 94.º distrito del Departamento de Policía de Nueva York. En el Consejo de la Ciudad la parte occidental y septentrional está representada por el 33.º Distrito; y la parte oriental del barrio por el 34.º Distrito.
Muchos grupos étnicos tienen enclaves dentro de Williamsburg, como los alemanes, los judíos jasídicos, los italianos, los puertorriqueños y los dominicanos. El barrio también funciona como un imán de atracción de jóvenes que se mueven a la ciudad, y es un punto influyente de indie rock y de la llamada cultura hipster. En efecto, en Williamsburg reside una pujante comunidad de artistas, sobre todo a lo largo de la Avenida Bedford. Williamsburg es vista como lugar de acogida de inmigrantes y como un centro de la comunidad hipster.

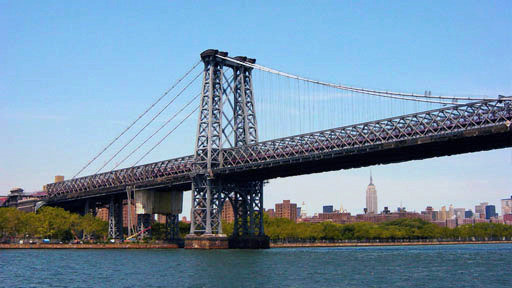
Vista aérea de Williamsburg, con el Puente de Williamsburg en la derecha y Manhattan en la parte de arriba.

No obstante, en la segunda década del siglo XXI, la gentrificación se ha ido extendiendo por Williamsburg, convirtiéndolo en una extensión de Manhattan, con viviendas de lujo, bares, restaurantes y locales de diversión caros, que han barrido el espíritu creativo y el hazlo tú mismo del barrio. Muchos artistas y músicos se han trasladado a otros barrios o fuera de la ciudad, y a finales de 2014 echaron el cierre tres de las salas de conciertos más emblemáticas, debido a la presión inmobiliaria y a la subida de los alquileres: Glassland, el 285 Kent y el Death by Audio.
El monumental edificio que albergó la refinarería azucarera de la empresa Domino Sugar, en desuso desde 2004, es hoy en día el centro motor de un proceso de transformación urbana y paisajística de la orilla este del East River. El proyecto abarca 4.5 ha y cuando se complete, dotará al barrio de más de 19,000 m2 de espacio comunitario y comercial; 56,000 m2  de oficinas; 2,800 apartamentos, de los cuales 700 serán de renta controlada; y 2.4 ha de parque en la orilla del río. El complejo completo contendrá finalmente cinco edificios residenciales y costará 3 mil millones de dólares.